# Johann Heidenreich von Ascheberg
Johann Heidenreich von Ascheberg (* um 1630; † 20. April 1697) war Domherr in Münster.

## Leben

### Herkunft und Familie
Johann Heidenreich von Ascheberg entstammte dem westfälischen Uradelsgeschlecht von Ascheberg, aus dem zahlreiche namhafte Persönlichkeiten hervorgegangen sind. Er war der Sohn des Ludger von Ascheberg zu Bying und Garthaus und dessen Gemahlin Anna Katharina von Brabeck. Sein Bruder Ludger Engelbert war in den Jahren 1662 bis 1677 Domherr in Münster.

### Wirken
Mit dem Erhalt der Tonsur am 27. November 1641 wurde er auf ein geistliches Leben vorbereitet. Nach dem Verzicht des Domherrn Heinrich von Letmathe wurde er am 9. Dezember 1641 für die Dompräbende präsentiert. Mit der Aufschwörung auf die Geschlechter Ascheberg, Brabeck, Altenbochum und Letmathe kam er am 7. Januar 1642 in den Besitz der Pfründe. Die Emanzipation folgte nach Vorlage des Studienzeugnisses der Universität Orléans am 22. Mai 1648. Am 29. April 1642 präsentierte Johann Heidenreich seinen Bruder Ludger Engelbert für die Präbende des verstorbenen Domherrn Johann Plechelm von Rhede. Von 1670 an war Johann Heidenreich mit Erlaubnis des Domkapitels jährlich für mehrere Monate abwesend, um am Reichskammergericht Speyer einen Prozess um Haus Bying zu begleiten. Am 21. Mai 1682 optierte er das Archidiakonat Auf dem Drein. Nach dem Tod des Domherrn von Ketteler optierte er am 28. August 1689 das Archidiakonat Winterswijk. Kurz vor seinem Tode bestimmte er in einer (nicht unterschriebenen) Erklärung den Domherrn von Bevervörde zu Werries als seinen Erben. Das Domkapitel erkannte dieses Papier nicht als gültiges Testament an. Seine Präbende ging an Jobst Matthias von Twickel.